# Клодетт (тропічний шторм, 2021)
Тропічний шторм «Клодетт» (англ. Tropical Storm Claudette) — слабкий тропічний циклон, який спричинив сильний дощ та торнадо на південному сході США в червні 2021 року, що призвело до серйозних збитків. Третя депресія і названа бурею сезону ураганів в Атлантичному океані 2021 року.
Клодетт принесла поривчастий вітер, повені та торнадо на більшій частині південного сходу США. Вплив був найсильнішим в Алабамі та Міссісіпі, де сильні дощі спричинили повені. Кілька смерчів у штатах також завдали серйозних збитків, у тому числі смерч EF2, який пошкодив школу та зруйнував частини парку мобільних будинків у Іст-Брютоні, штат Алабама, поранивши 20 людей. Щонайменше 14 людей загинули в Алабамі через шторм.